# Zachariasen則
Zachariasen則とは、サッカリアセン (Zachariasen) が提案した、ガラスを形成するために必要な4つの条件のことである。
1. 酸素イオンは2個以上のカチオンと連結しない。
2. カチオンのまわりの酸素イオンの数は一般に少なく、3または4である。
3. カチオンを中心とした酸素配位多面体は、互いに頂点酸素を共有して3次元網目構造を形成する。稜または面を共有しない。
4. 酸素配位多面体は少なくともそれぞれ3つの頂点で連結している。

しかしこの単純なモデルは明らかにSiO2、B2O3を念頭において提案されたものであり、それ以外の場合では破綻をきたす。例えばGeSe2ガラスではGeSe4四面体が稜共有で鎖状構造をとっている。またZrF4ベースZBLAN (ZrF4-BaF2-LaF3-AlF3-NaF) ガラスではZrF6八面体が稜共有，頂点共有して3次元ネットワーク構造を形成している。
よってZachariasen則は単なる経験則であり、1つの目安にすぎない。